# Giuseppe Candido Agudio
Giuseppe Candido Agudio (3 ottobre 1698 – 6 ottobre 1765) è stato un religioso e letterato italiano.

## Biografia
Bonaria figura di prelato ricco, faceto, colto e generoso, grande amico di letterati e verseggiatore. Troviamo sparsi in numerose raccolte del tempo i suoi versi latini, italiani, milanesi e sedicenti veneziani. 

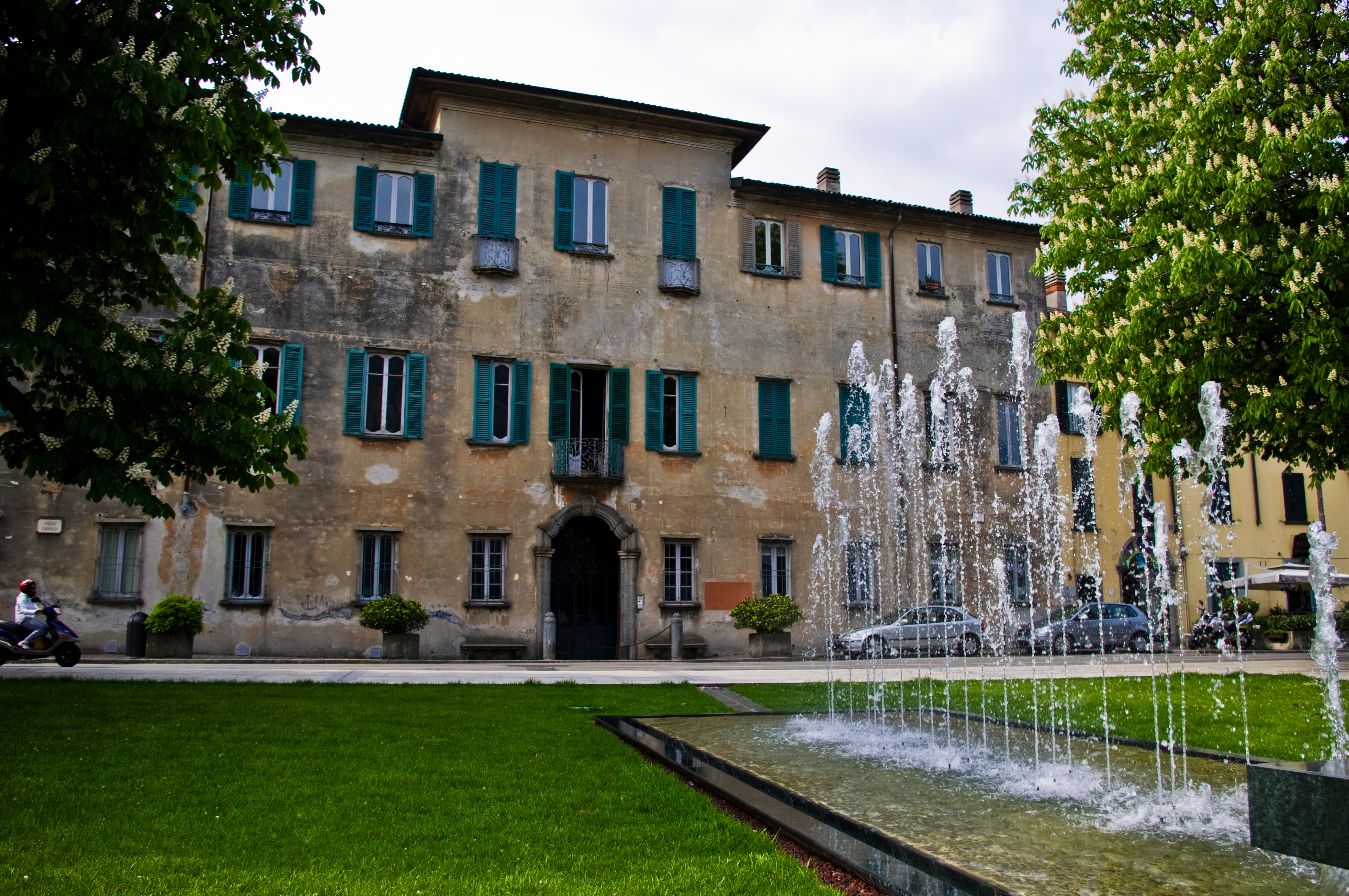
Palazzo Agudio-Cosonni dove Parini, ospite del canonico Agudio, avrebbe composto (secondo il Reina) molte parti del Mattino

Nel fastoso palazzo della sua famiglia sul lungolago di Malgrate, ricostruito ed ampliato per sua iniziativa, era generoso di ospitalità con gli amici e consoci dell'Accademia dei Trasformati. 
Tra i numerosi suoi ospiti si ricordano Girolamo Alvise Giusti, Francesca Manzoni, Giancarlo Passeroni, Domenico Balestrieri e Giuseppe Parini. Morì il 6 ottobre del 1765 e fu sepolto nella chiesa parrocchiale.
Il Parini, in ristrettezze economiche, sollecitò con una poesia, un aiuto economico da parte del canonico Agudio per la propria madre indigente.